# 洛阳多层次轨道交通网络
洛阳多层次轨道交通网络为河南省洛阳市2020年印发的推进新型基础设施建设实施方案中提出构建完善的项目，包括谋划组团轨道交通互联互通，郑登洛、郑巩洛城际铁路，地铁建设。